# Karaoke (musikalbum)
Karaoke är ett studioalbum från 1997 av Magnus Uggla. Det toppade den svenska albumlistan. Albumet spelades in i mitten av 1997 i Polar Studios i Stockholm. Låtarna "Kompositören" och "Visa" spelades in live på Hamburger Börs i Stockholm 1997. 
Alla texter är skrivna av Magnus Uggla och musiken av Uggla och Anders Henriksson.

## Låtlista
1. "Den bästa publik" - 3.16
2. "Kung för en dag" - 3.16
3. "Jag vill" - 3.43
4. "Gör det" - 3.37
5. "Svensexan" - 3.19
6. "Utan dig" - 3.56
7. "Pom Pom (Magnus Ugglas fanfar)" - 3.55
8. "Bli gay" - 3.28
9. "Bra för att va svensk" - 3.08
10. "En sista dans" - 4.04

## Bonusspår
1. "Kompositören" - 3.15
2. "Visa" (duett med Vanna Rosenberg) - 3.40

## Medverkande musiker
- Sång - Magnus Uggla
- Trummor och percussion - Marcus Seregård och Jonas Stadling
- Gitarrer - Chriester Fogström och Ville Homqvist
- Bas - Erik Calin
- Keyboards - Johan Eriksson och Anders Glenmark
- Kör - Henrik Rogendahl och Anders Glenmark
- Saxofon - Per "Ruskträsk" Johansson
- Stråkar - S.N.Y.K.O.

## Listplaceringar
| Lista (1997-1998) | Position |
| ----------------- | -------- |
| Sverige           | 1        |

Albumet låg totalt 44 veckor på den svenska albumlistan, från vecka 44 1997 till vecka 35 1998. Den har hittills belönats med 3 platinaskivor.